# Kazimierz Cytowicz

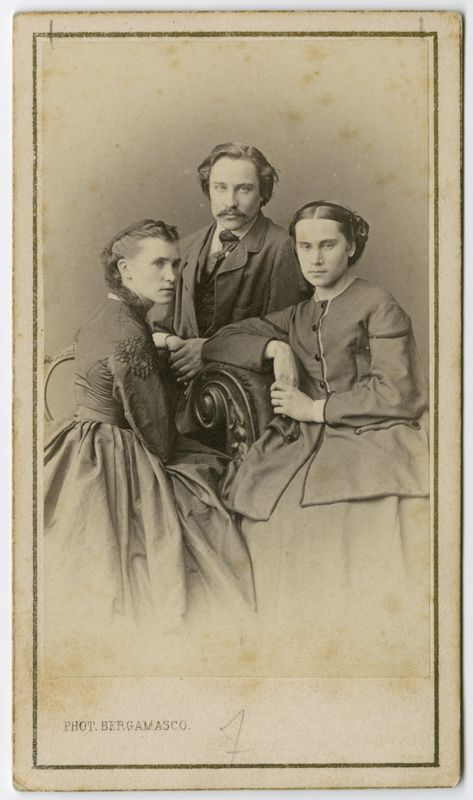
Kazimierz Cytowicz z siostrami, Wincentą i Stefanią

Kazimierz Cytowicz (ps. Antoni Chrustowski, ur. 5 sierpnia 1841 w Podubisiu, zm. 4 kwietnia 1930 w Wilnie) – polski ziemianin, oficer wojska rosyjskiego, powstaniec styczniowy.

## Życiorys
Syn Stanisława Cytowicza i Wincenty z Merchelewskich, miał trzy siostry (Stefanię zamężną Griniewicz, Stanisławę zamężną Lewoniewską i Wincentę/Wincentynę) i trzech braci (Leopolda, Benedykta i Zygmunta). Ponieważ był synem powstańca listopadowego, objął go dekret carski i w 1855 przymusowo wcielono go do II korpusu kadetów w Sankt Petersburgu. Korpus ukończył w 1862 roku, przydzielono go wówczas do gwardyjskiej i grenadierskiej artyleryjskiej 3 brygady w Sankt Petersburgu w randze podporucznika (14 czerwca 1862). Po wybuchu powstania styczniowego wziął urlop i zaciągnął się do partii Jakuba Gieysztora. Przydzielono go do grupy kierowanej przez brata, Zygmunta Cytowicza. Po klęsce pod Cytowianami, w której zginął jego brat, przybrał nazwisko Antoniego Chrustowskiego i przeszedł do partii Jabłonowskiego. 16 kwietnia 1863 (inne źródła podają błędne daty 27 kwietnia i 15 kwietnia) w potyczce pod Szakwiciami został ciężko ranny i trafił do niewoli rosyjskiej. Odniesione rany głowy wywołały u niego, jak uważa się współcześnie, zespół katatoniczny. W tym stanie był najpierw osadzony w więzieniu w Taurogach, a potem w szpitalu wojskowym w Rosieniach i, od 7 lipca 1864, w szpitalu wojskowym przy więzieniu nr 1 w Kownie. 31 lipca został przeniesiony do szpitala miejskiego w Kownie. Tam opisywany był jako „skrajnie wychudzony, blady, z odleżynami na tylnych częściach ciała (...) objawy wskazują na daleko posunięte organiczne uszkodzenie mózgu”. Na polecenie generała Murawiewa, przekonanego o symulacji aresztanta, zwołano konsylium z udziałem zaproszonego konsultanta Augusta Burowa z Królewca.
13 lipca 1865 roku jego stan poprawił się na tyle, że podał swoją prawdziwą tożsamość. Został oddany pod sąd wojenny i w dniu 25 czerwca 1866 skazany na rozstrzelanie i utratę majątku. Po uwzględnieniu ekspertyzy lekarskiej specjalnej komisji, w skład której wchodzili Jan Baliński, Iwan Sieczenow, Siergiej Botkin, Pawieł Zabłocki-Diesjatowski i Władimir Ekk, wyrok zamieniono na bezterminowe zesłanie i roboty katorżnicze. Cytowicz został wysłany do nerczyńskich kopalni złota. W 1874 roku zwolniony od ciężkich robót, prawo powrotu do kraju przyznano mu dopiero w 1880 roku. Z powodu trudności finansowych wielokrotnie zmieniał pracę, m.in. zatrudnił się w fabrykach Malcewskich, w żegludze na Wołdze, w kolejach w Moskwie i Niżnim Nowogrodzie.
Przypadek Cytowicza został opisany w literaturze medycznej przez Chołodkowskiego i opublikowany w czasopiśmie „Archiw sudebnoj mediciny i obszczestwennoj gigieny” w 1866 roku
Ożenił się z Adelą z Łopattów (1864–1924) i osiadł w Wilnie. Miał syna i córkę. Pracował jako urzędnik w Wileńskim Banku Ziemskim. Był wiceprezesem, a potem członkiem komisji rewizyjnej Stowarzyszenia Weteranów Kresowych w Wilnie. Zmarł 3 kwietnia 1930 roku i został pochowany 5 kwietnia na cmentarzu Na Rossie. Trzykrotnie odznaczony trzykrotnie Krzyżem Walecznych, za udział w powstaniu styczniowym został odznaczony Krzyżem Niepodległości z Mieczami.